# Les Sylphides

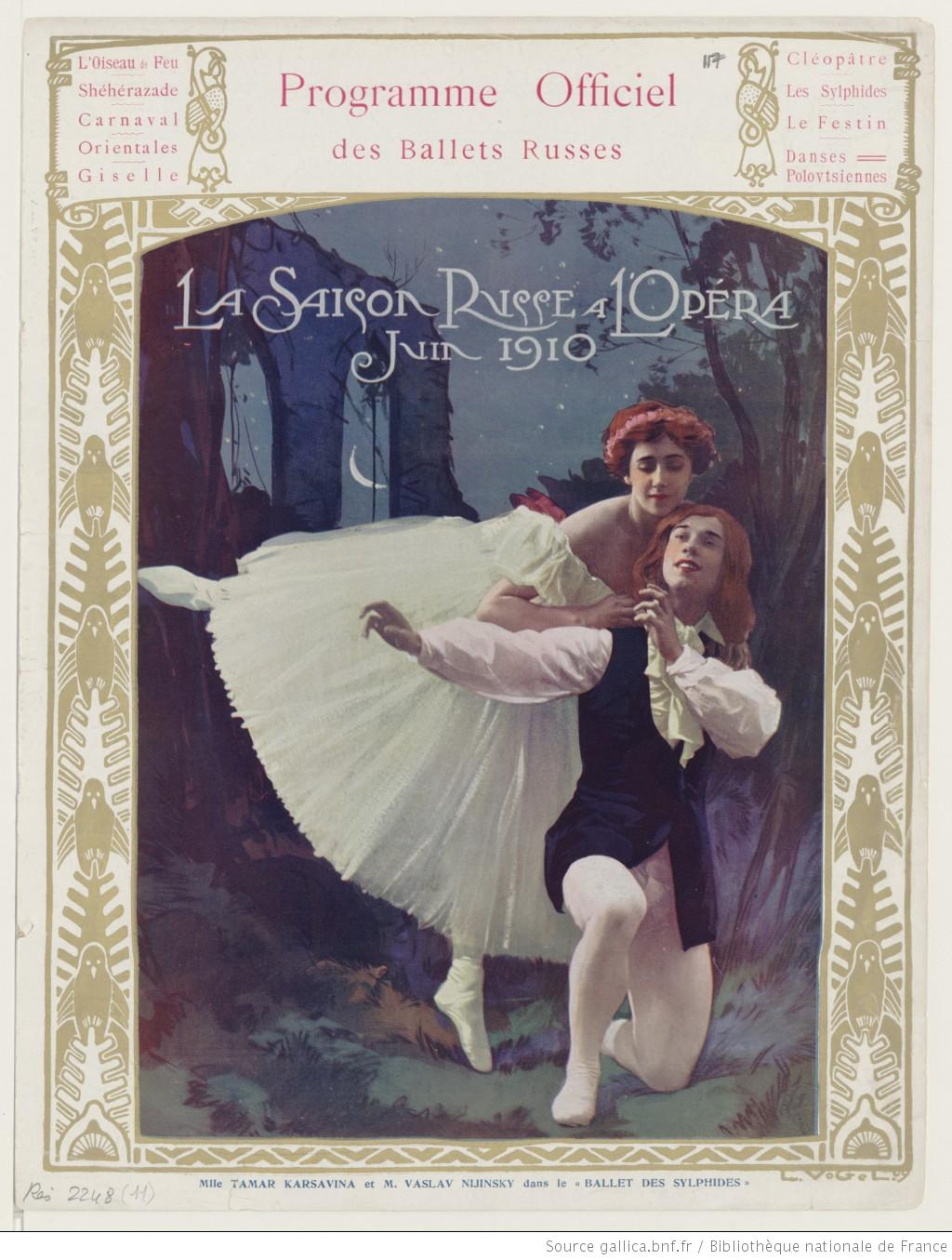
Programa dels Ballets Russos amb Karsavina i Nijinski en Les Sylphides

Les Sylphides (en català: Les sílfides) és un ballet en un acte coreografiat per Mikhaïl Fokin amb música de Frédéric Chopin. Va ser estrenat el 1908 al Teatre Mariïnski a Sant Petersburg com a Rêverie Romantique: Ballet sur la musique de Chopin o Chopiniana. Com Les Sylphides, el ballet va ser presentat per primera vegada el 2 de juny de 1909 al Théâtre du Châtelet de París.
El ballet Les Sylphides, originalment, va ser presentat pels Ballets Russos de Serguei Diàguilev en la seva primera actuació a París; com a ballarins principals hi havia Tamara Karsàvina, Vátslav Nizhinski, Anna Pávlova i Alexandra Báldina amb decorats d'Alexandre Benois. A París feia poc que s'havia estrenat La Sylphide de Filippo Taglioni. Una altra orquestració popular va ser realitzada per Roy Douglas el 1936. El 1940, l'American Ballet Theatre va realitzar la producció, i la va començar l'11 de gener d'aquell anys al Center Theatre del Rockefeller Center. És un dels ballets que sovint apareix en els programes de molts teatres a tot el món.

## Característiques
El ballet, sovint descrit com un "somni romàntic", va ser el primer ballet amb aquestes característiques. Les Sylphides no té trama; la idea argumental consisteix tan sols en moltes sílfides ballant en un bosc durant un clar de lluna en la presència d'un poeta. Fokin va crear una coreografia d'estil romàntic, segurament inspirant-se en Le Sílfide. Utilitzant una tècnica acadèmica evolucionada per l'època, Fokin va crear un ballet abstracte amb l'estructura del ballet romàntic.

## Títol original i interpretacions
Sota el títol de Chopiniana, amb una posada en escena de Fokin, el ballet era una composició musical lleugerament diferent. Aquesta versió incloïa només cinc obres de Chopin:
- Polonesa en la major, op. 40, núm. 1
- Nocturn en fa major, op. 15, núm. 1
- Masurca en do sostingut menor, op. 50, núm. 3
- Vals en do sostingut menor, op. 64, núm. 2
- Tarantel·la en la bemoll major, op. 43

## Versió final
La versió final d'aquest ballet, amb el nom de Les Sylphides, conté més peces.
- Polonesa en la major "Militar" (algunes companyies el substitueixen pel Preludi en la major)
- Nocturn en la bemoll major (op. 32, núm. 2)
- Vals en sol bemoll major (op. 70, núm 1)
- Masurca en re major (op. 33, núm. 2))
- Masurca en do major (op. 67, núm. 3)
- Preludi en la major (op. 28, núm. 7)
- Vals en do sostingut menor (op. 64, núm. 2)
- Gran vals brillant en mi bemoll major (op. 18, núm 1)